# Каршияка
Каршияка (тур. Karşıyaka) — ильче, район Измира в Турции. Расположен на побережье Измирского залива напротив Измира у подножия горы Яманлар, к западу от горы Сипил (Манисы), в 11 километрах к северу от Измира и в 25 километрах к северу от международного аэропорта имени Аднана Мендереса. Население 338 485 жителей по переписи 2016 года. Мэром с 2014 года является Хусейн Мулту Акпынар из Республиканской народной партии.
На западе граничит с районом Чигли, на севере — с Менёмен, на востоке — с  Байраклы и Борнова.
До начала XX века греки и европейцы называли город Кордельо (Kordelyo, греч. Κορδελιό). Турецкое название известно с XI века и образовано от тур. karşı laka «противоположный берег».
10 октября 1865 года была открыта станция «Каршияка» железной дороги Измир — Менёмен. В 1874 году открыто паромное сообщение. По переписи 1891 года в Каршияке было 832 дома и 1080 жителей. В 1904 году открыта католическая церковь Святой Елены.
До малоазийской катастрофы и греко-турецкого обмена населением в городе проживало около 15 000 греков. Беженцы основали Элефтерио-Корделио, пригород Салоник.
Спальный район для Измира и Манисы.

## Спорт
Здесь действует спортивный клуб «Каршияка». Баскетбольный клуб «Каршияка» стал чемпионом Турции сезона 2014/2015.

## Города-побратимы
- Португалия, Кашкайш